# نديم السيار
نديم عبد الشافى السيار (1 مارس 1946- 24 مارس 2018)، باحث في علم المصريات. بدأ بدراسة التاريخ المصرى منذ منتصف السبعينيات، ومنذ العام 1980 م ركّز على دراسة (العقائد) المصرية حيث قام بالتوصل إلى نظريات علمية جديدة ومجددة في مجال العقائد المصرية القديمة وخصوصاً «الديانة الإدريسية» معتمداً على دوائر المعارف البريطانية، اليهودية، الإسلامية، معارف الدين وأخرى..إلى جانب تراجم مختلفة للتوراة.

## نشأته ودراسته
ولد نديم السيار بمدينة القاهرة 1 مارس 1946. نشأ في منزل يملؤه الحس الفنى وقد تأثر بموهبة والده الفنية وتمرس في كتابة الزجل والشعر العامى. حصل على المركز الأول في مسابقة جامعة عين شمس للزجل ثلاثة سنوات متتالية (1964 إلى 1966) وانتجت له العديد من الأغنيات بالإذاعة والتليفزيون وذلك حتى عام 1968. ثم في عام 1970 قام بالالتحاق بمعهد الموسيقى العربية (قسم الدراسات الحرة) لدراسة العود والمقامات الموسيقية وتاريخ الفن. في عام 1970 حصل على بكالوريوس طب وجراحة بكلية الطب جامعة عين شمس. في عام 1990 حصل على درجة الزمالة في الطب.
بعد عام 1967 تأثراً بالنكسة التي تعرضت لها مصر بدأ اهتمامه بقراءة التاريخ المصرى الحديث وفي منتصف السبعينات بدأ في البحث في التاريخ المصرى حتى عام 1980 حيث بدأ الاهتمام بالعقائد المصرية القديمة والتحول الاكاديمي لدعم ابحاثه ودراسة مقارنات الاديان. في عام 1985 سافر إلى العراق لمعايشة أتباع الديانة الإدريسية (الصابئة) ودراسة حياتهم عن قرب لتأكيد المعلومات المتوفرة عنهم لندرتها. في عام 1989 إجتاز بنجاح امتحان العلوم الاسلاميّة في الدراسات العُليا / جامعة الأزهر. في عام 1990 درس بمعهد الدراسات القبطية / قسم «اللغة القبطية» (الذي يُدَرّس أيضاً اللغة «اليونانية»، و«العبرية»، و«المصرية القديمة»). يعتبر نديم السيار هو ثانى باحث غير قبطى يقوم بالدراسة في المعهد لدعم ابحاثه في التاريخ المصرى. كما قام بتعلم أصول اللغة الأكديّة، «السريانيّة» الأرامية، والسبئية «لغة اليمن القديمة» لدراسة وتوثيق النصوص المختلفة بنفسه ومراجعة التراجم النصية.

## مؤلفاته
صدَرَت له عِدّة كُتُب، منها:
كتاب بعنوان: (المنصورية: رحلة طبيب شاعر/ عن المجلس الأعلى للثقافة / 1983 م.
وكتاب:(قُدماء المصريين أوّل الموحَّدين) / سنة 1995.
وكتاب: (ليسوا آلهة.. ولكن ملائكة) / سنة 2003 م.
وكتاب: (المصريّون القُدماء.. أوّل الحُنفاء) / سنة 2004 م.